# Elmo (azienda)

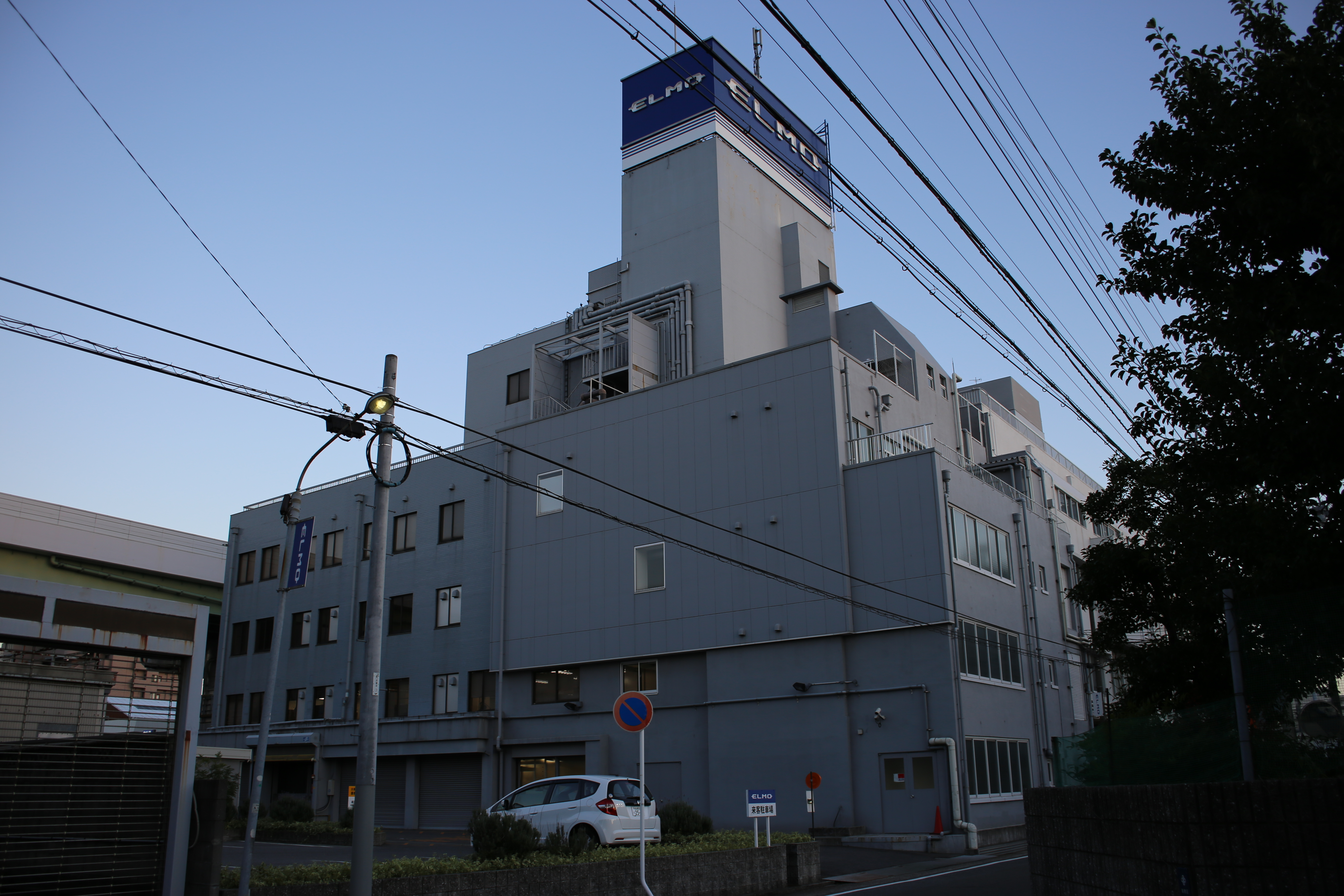
Sede centrale della Elmo

Elmo è una multinazionale giapponese che produceva sia macchine fotografiche, sia cineprese e proiettori per il passo ridotto. Attualmente produce sistemi ICT per l'educazione, strumenti ottici e dispositivi elettronici audio/video.

## Storia
L'azienda fu fondata a Nagoya (Giappone) il 10 aprile 1921 da Hidenobu Sakaki, con il nome "Sakaki Shōkai" (榊商会), trasformato in "G.K. Elmo-sha" (エルモ社, "Elmo & Co.") nel 1933. Il nome attuale, "K.K. Elmo-sha" (㈱エルモ社, "Elmo Co., Ltd."), fu assunto nel 1949. Elmo è un acronimo, ricavato da "Electricity Light Machine Organization".
Dopo le prime esperienze nel formato 35 mm, nel 1927 fu presentato il primo proiettore 16 mm del mercato nazionale, il modello "A". Il primo proiettore 8 mm, denominato "Hayabushi", è del 1936, mentre nel 1938 venne realizzata la "Elmoflex", reflex biottica per il formato 6x6. Parallelamente furono sviluppate le prime cineprese: nel 1935 la "Elmo Model Cine 16" per il 16 mm e nel 1937 la "Elmo 8" per l'8 mm. Le apparecchiature della Elmo, in aggiunta alla qualità ottica e meccanica, erano spesso innovative, come per esempio la cinepresa progettata insieme all'Agfa, in grado non solo di filmare ma anche di riprendere singole fotografie, che il proiettore era poi capace di individuare e selezionare.
Nel 1969 fu presentata la prima lavagna luminosa, che inaugurava l'attività dell'azienda nel settore dell'educazione. Nel 1984 fu prodotta la prima videocamera CCD, in bianco e nero, seguita nel 1987 dal modello "EM-101" a colori. L'attività della Elmo è presente, direttamente o indirettamente, oltre che in Giappone, anche in Cina, Thailandia, Stati Uniti ed Europa.